# Hermann Scholliner
Hermann Scholliner OSB (* 15. Januar 1722 in Freising; † 16. Juli 1795 in Welchenberg) war Benediktiner im bayerischen Kloster Oberalteich und Professor der Dogmatik an den Universitäten in Salzburg und Ingolstadt.

## Biographie
Sebastian Anton Scholliner legte 1738 im Benediktinerkloster Oberalteich seine Profess ab und erhielt den Ordensnamen Hermann. Er wurde 1745 zum Priester geweiht. Philosophie, Geschichte, Mathematik und Theologie studierte Hermann Scholliner zunächst im Hausstudium des Klosters und dann an den Universitäten in Salzburg und Erfurt. Nach seiner Studienzeit unterrichtete er im Hausstudium des Klosters Oberalteich und wurde 1752 mit der Leitung des gemeinschaftlichen Studiums der Klöster der Bayerischen Benediktinerkongregation betraut.
1760 übernahm Hermann Scholliner eine Professur für Dogmatik an der Benediktineruniversität Salzburg, die er jedoch 1766 niederlegte. Als nach der Aufhebung des Jesuitenordens die von ihnen vertretenen Professuren an der bayerischen Landesuniversität in Ingolstadt neu besetzt werden mussten, erhielt Hermann Scholliner 1773 eine der beiden Professuren für Dogmatik. 1776 wurde er zum Rektor der Universität gewählt. 1780 beendete er seine Tätigkeit an der Universität Ingolstadt und wurde zum Leiter der zu seinem Professkloster Oberalteich gehörenden Propstei in Welchenberg ernannt.
Seit 1759 war Hermann Scholliner Mitglied der historischen Klasse des Bayerischen Akademie der Wissenschaften. Diese beauftragte ihn 1768 mit der Arbeit an den Monumenta Boica, eine Arbeit, die er bis zu seinem Tod 1795 fortführte (Herausgabe der Bände 11 bis 16). Bereits im Jahr 1763 war eine von Hermann Scholliner als Bearbeitung einer Preisfrage eingereichte Arbeit über Herzog Arnulf von der Akademie der Wissenschaften mit der goldenen Medaille gekrönt worden. Noch einmal wurde er 1781 von der Akademie für seine Bearbeitung der Preisfrage zu der im Kloster Geisenfeld begrabene Gerbirgis ausgezeichnet.
Das wissenschaftliche Schaffen und die zahlreichen von Herrmann Scholliner verfassten Publikationen beschäftigten sich neben Fragen der dogmatischen Theologie und der Kirchengeschichtsschreibung auch mit Themen der bayerischen Landesgeschichte.

## Werke (Auswahl)
- De Disciplina Arcani, Dissertatio Theologico-Historica. Qua contra Dallaeum, Albertinum, Tenzelium, Binghamum, Böhmerum & alios Heterodoxos illius antiquitas & usus vindicatur, Tegernsee 1756.
- Praelectiones Theologicae. In XII. Tomos divisae, Augsburg 1765–1768.
- Gekrönte Wahrheit bey Erörterung der Frage Wann, wie, und auf was Arthe ist Arnolf der Sohn Luitpolts zum Hertzogthum Bayern gekommen, und worinnen bestunden dessen Land-Fürstliche Gerechtsamen, die Ihme entweder besonders eigen waren, oder die Er mit andern Hertzogen Teutsch-Landts gemein hatte?, Frankfurt 1766.
- De non commentitio eo que gemino sed excusato lapsu liberii R. P. dissertatio historico-theologica cum thesibus ex theologia dogmatica, Ingolstadt 1775.
- De synodo Nuenheimensi sub Tassilone celebrata a Dingolfingensi diversa Eruditor. disquisitioni coniecturas denuo stabilitas exponit Hermann Scholliner, Nuenhemii 1777.
- Untersuchung der Vorältern Otto des Großen gebohrnen Pfalzgrafen von Witelsbach und gemeinschaftlichen Stammvaters der Durchlauchtigsten Churhäuser Bajern und Pfalz, sammt 18. genealogisch- und chronologischen Tafeln, Ingolstadt 1778.
- De Patria, Episcopatu, et Martyrio S. Emmerami, Disquisitio critica, Regensburg 1788.